# Rivière Carmel
Pour les articles homonymes, voir Carmel.
La rivière Carmel est un affluent de la rive nord-est de la rivière Nicolet Sud-Ouest. Elle traverse les municipalités de Sainte-Perpétue (Nicolet-Yamaska), Sainte-Monique (Nicolet-Yamaska) et La Visitation-de-Yamaska, dans la municipalité régionale de comté (MRC) de Nicolet-Yamaska), dans la région administrative du Centre-du-Québec, au Québec, au Canada.

## Géographie
Les principaux bassins versants voisins de la rivière Carmel sont :
- côté nord : ruisseau Leblanc, rivière Nicolet ;
- côté est : rivière Nicolet ;
- côté sud : rivière Nicolet Sud-Ouest, rivière Lafont ;
- côté ouest : rivière Nicolet Sud-Ouest.

La rivière Carmel prend sa source en zone agricole au nord-est et à l'est du village de Sainte-Perpétue (Nicolet-Yamaska), du côté nord-est du chemin du rang Saint-Charles.
Cette rivière coule vers l'est en zone agricole en traversant le chemin du rang Saint-Joseph (route 259) dans Sainte-Perpétue (Nicolet-Yamaska). La rivière coupe ensuite la partie sud de la municipalité de Sainte-Monique, puis elle coule dans la municipalité de La Visitation-de-Yamaska.
La rivière Carmel se déverse sur la rive nord-est de la rivière Nicolet Sud-Ouest dans un coude de la rivière.

## Toponymie
Le toponyme rivière Carmel a été officialisé le 8 août 1977 à la Commission de toponymie du Québec.